# Axioma do infinito
Na teoria dos conjuntos, a teoria do Axioma do Infinito é aquele que garante a existência de um conjunto infinito.
Exemplos de conjuntos infinitos: 
Conjunto dos números naturais;inteiros;racionais e reais.
Isso é feito postulando-se a existência de um conjunto que não é vazio e que, para todo elemento seu, tem outro elemento maior.

## Definição formal
Nos axiomas de Zermelo-Fraenkel, este axioma deve ser apresentado depois do axioma do par, axioma da união, axioma da separação e axioma da extensão, porque ele usa a notação {\displaystyle \varnothing \,} para o conjunto vazio, {x} para o conjunto cujo único elemento é x, e {\displaystyle x\cup y\,} para a união de dois conjuntos.
Assim, o axioma fica:
{\displaystyle \exists \mathbf {N} :\varnothing \in \mathbf {N} \land (\forall x:x\in \mathbf {N} \implies x\cup \{x\}\in \mathbf {N} )}
Ou seja, existe um conjunto que tem o conjunto vazio como seu elemento e que, para todo elemento, tem também o seu sucessor.